# Children of Paul's
De Children of Paul's was een gezelschap kinderacteurs ten tijde van Elizabeth I en Jacobus I, de periode van de bloeitijd van het Engels renaissancetheater.
Deze groepen kwamen voort uit de al eeuwenlang bestaande jongenskoren die aan diverse kerken verbonden waren. 
Al in de 12e eeuw kende St Paul's Cathedral in Londen een jongenskoor, net als veel andere kerken. In de 16e eeuw begonnen de koren langzamerhand ook aan toneeloptredens te doen.
Onder leiding van Sebastian Westcott, die 'Master' was van 1557 tot 1582, speelde de groep 27 maal aan het hof. Onder zijn opvolger Thomas Giles (1584 - 1599?) speelden zij voornamelijk stukken van  
John Lyly. 

In de jaren 1580 speelden de Children of Paul's samen met de Children of the Chapel in het eerste  Blackfriars Theatre. In 1590 werd de groep echter uitgesloten van verdere optredens omdat John Lyly betrokken was geraakt bij een pamflettenoorlog die bekend werd als de Marprelate controversy. Hierop raakten de jongensgezelschappen voor een periode van tien jaar uit de mode.
In 1600 kon de groep onder leiding van Edward Peers weer optreden. Zij speelden anonieme werken maar ook stukken van onder anderen John Marston, George Chapman en Thomas Middleton.  
Waar de Children of the Chapel een vast onderkomen hadden gevonden in het herbouwde Blackfriars Theatre, hadden de Children of Paul's geen eigen ruimte. Zij traden dan op in de kerk waar zij voor het koor oefenden, St. Gregory's Church, ten zuidwesten van St. Paul's Cathedral. 
De Children of Paul's stopten met optreden in 1606.